# Psyllaephagus hyperboreus
Psyllaephagus hyperboreus is een vliesvleugelig insect uit de familie Encyrtidae. De wetenschappelijke naam is voor het eerst geldig gepubliceerd in 1986 door Trjapitzin.